# المنصف بن عبد الله
المنصف بن عبد الله، ولد في 21 أكتوبر 1946 في تونس العاصمة، هو سياسي تونسي.

## السيرة الذاتية
عين المنصف بن عبد الله رئيسا مديرا عاما لوكالة النهوض بالصناعة والتجديد في 1980. بين ديسمبر 1985 وأغسطس 1991، كان رئيس مدير عام الوكالة الوطنية للتحكم في الطاقة، ثم في يونيو 1992 عين رئيس مدير عام الشركة التونسية للكهرباء والغاز.

عين في 11 أكتوبر 1997 في منصب وزير الصناعة في حكومة حامد القروي وواصله في حكومة محمد الغنوشي الأولى، وبقي على رأس الوزارة حتى 25 أغسطس 2003.

## الحياة الخاصة
المنصف بن عبد الله متزوج وأب لثلاثة أطفال.